# Jean-Jacques-François Le Barbier

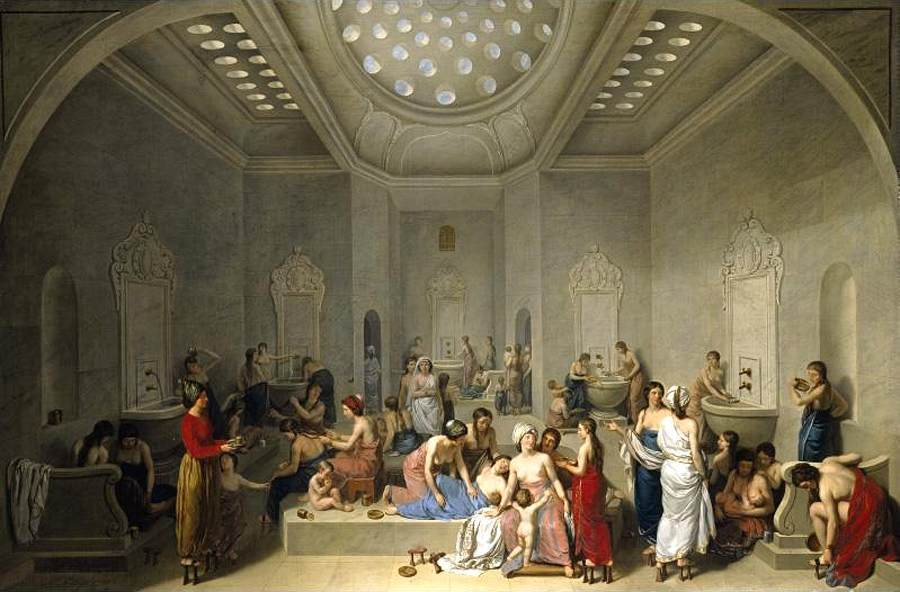
Bagno turco, 1785

Jean-Jacques-François Le Barbier, detto anche Le Barbier l'aîné (Rouen, 11 novembre 1738 – Parigi, 7 maggio 1826), è stato un pittore francese.

## Biografia
Nato in una famiglia di modesta condizione, Jean-Jacques Le Barbier entrò nell'École régionale des Beaux-Arts di Rouen fondata da Jean-Baptiste Descamps ottenendovi due primi premi nel 1755. Nel 1758 partì per Parigi dove, su raccomandazione del suo maestro Descamps, fu ammesso nello studio del celebre incisore Jacques-Philippe Lebas. Ma Le Barbier aveva poca disposizione per l'incisione, e così, dopo breve tempo, passò nell'atelier di Jean-Baptiste Marie Pierre, primo pittore del re, dedicandosi soprattutto all'acquerello.

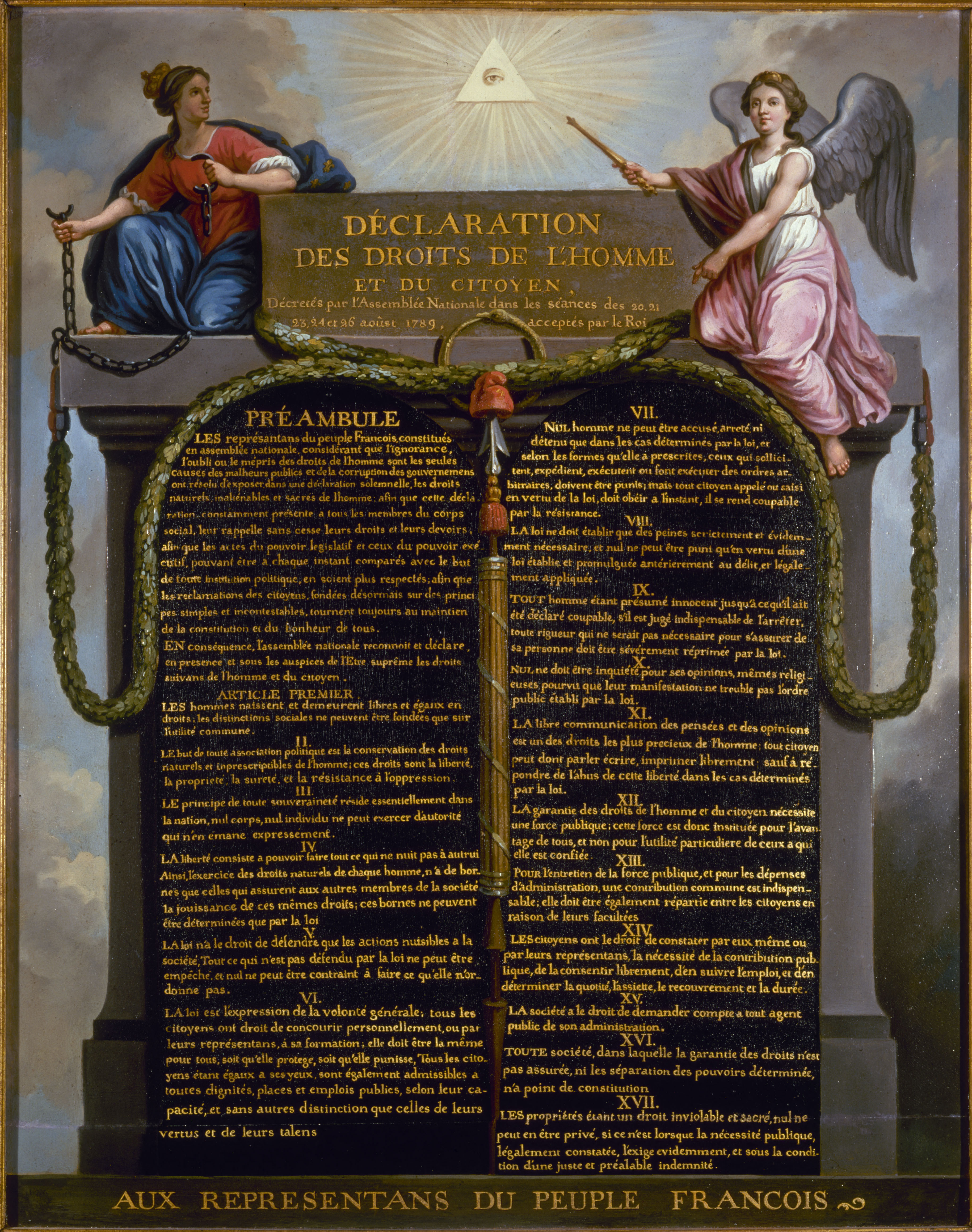
Dichiarazione dei diritti dell'uomo, 1789

Nel 1767-1768, incoraggiato dalla moglie che condivideva i suoi gusti e le sue aspirazioni, Le Barbier, con l'aiuto dei proventi del lavoro di lei, poté realizzare il desiderio da tempo coltivato di andare a Roma. Qui lavorò con passione e costanza, applicandosi alla pittura ad olio, tecnica nella quale fece notevoli progressi.
A Parigi, nel 1776, Le Barbier fu incaricato dal governo di disegnare vedute svizzere per la realizzazione del Tableau de la Suisse ou voyage pittoresque fait dans les treize cantons du Corps Helvétique, opera di Zurlauben che fu poi pubblicata a Parigi nel 1786; in Svizzera, conobbe e divenne molto amico del poeta e pittore Salomon Gessner. Tornato in Francia, fu nominato da Monsieur de Merval conservatore della sua ricca collezione di dipinti.
Nel 1778 divenne membro dell'Académie des Beaux-Arts e ottenne la nomina ufficiale di pittore di storia il 29 luglio 1780: il dipinto con il quale si presentò all'Accademia fu Giove addormentato sul monte Ida.
Con la Rivoluzione, Le Barbier fu incaricato di realizzare le decorazioni del soffitto della sala degli Stati generali e di rappresentare l'azione eroica dell'ufficiale Desilles durante i disordini di Nancy nel 1790, ma s'ignora se abbia eseguito il dipinto. Le Barbier ottenne una medaglia d'oro al Salon del 1808 e fu ancora membro dell'Académie dopo la sua riorganizzazione del 1816, poi anche dell'Académie des sciences, belles-lettres et arts di Rouen e di altre società culturali.
Le Barbier illustrò La Gerusalemme liberata ed alcune edizioni di Ovidio, di Racine, di Jean-Jacques Rousseau e di Jacques Delille.
Anche il fratello Jean-Louis Le Barbier fu pittore, come due sue figlie, Élise Bruyère (1776-1842) ed Henriette: Élise si specializzò nelle composizioni floreali.

## Opere
- Ulisse e Penelope escono da Sparta per tornare a Itaca
- Apoteosi di san Luigi
- Sully ai piedi di Enrico IV
- Aristomene
- Cristo
- Assedio di Nancy
- La città di Beauvais assediata e difesa da Jeanne Hachette
- Ritratto di Henry Dubois, il soldato delle guardie che nel 1789 entrò per primo nella Bastiglia
- Il generale Francisco de Miranda (1795)
- Il primo uomo e la prima donna (1801)
- Elena e Paride (1801)
- Una spartana dà il suo scudo al figlio (1806)
- Vergine (1806)

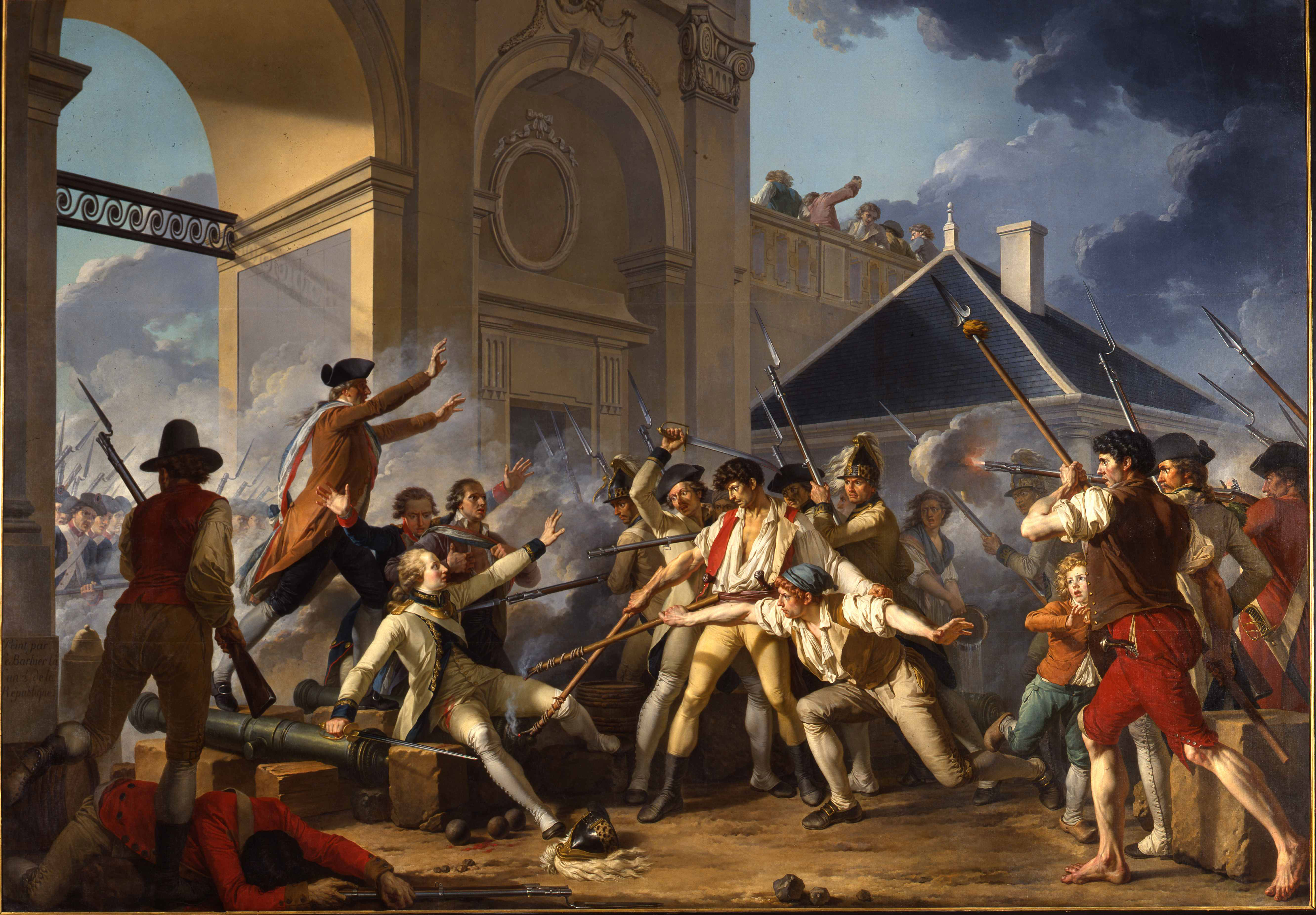
L'eroico coraggio del giovane Desilles a Nancy, 1794, (museo della Rivoluzione francese).

- Cupido lancia le frecce da un albero (1806)
- Antigone, o la pietà fraterna (1808)
- Agrippina lascia il campo di Germanico (1808)
- La caccia alle farfalle (1810)
- San Luigi riceve l'orifiamma dalle mani di Eude prima di partire per la I crociata (1812)
- Enrico IV e la marchesa di Verneuil (1814)
- Soggetto tratto dalla VI egloga di Virgilio (1814)
- Media uccide la suocera Mania, satrapa dell'Eolide
- Il tebano Fillide uccide Leonziade (1817)
- Esercizi di Spartani sui bordi dell'Eurota (1817)
- L'addio di Abradate e Pantea (1817)
- Pantea muore sul petto del marito (1817).
- Il coraggio delle donne spartane difendendosi dalle Messene - Louvre
- Studio di donna irata - Museo Magnin, Digione
- La Grotta della ninfa Egeria - Museo di Belle arti di Rouen
- Il vecchio marito - Museo Cantini, Marsiglia
- Gli amanti sorpresi - Museo Cantini, Marsiglia
- Martirio di san Sebastiano - Museo di Belle arti, Rouen
- Scena dell'America del Nord - Museo di Belle arti, Rouen
- Un canadese e sua moglie piangono sulla tomba del figlio - Museo di Belle arti, Rouen
- L'eroico coraggio di Desilles a Nancy
- La Dichiarazione dei diritti dell'uomo
- Bagno turco

## Scritti
- Sulle cause fisiche e morali che hanno influito su progressi della pittura e della scultura nei Greci, Paris 1801
- Principi di disegno, disegnati dal vero, Paris 1801
- Principi elementari di disegno all'uso dei giovani, Paris 1801